# Metroid Prime 3: Corruption
Metroid Prime 3: Corruption is een videospel voor de Wii, ontwikkeld door Retro Studios en uitgegeven door Nintendo. Het is het tiende spel in de Metroid-serie en het derde en laatste deel van de Metroid Prime-trilogie (twee kleinere titels niet meegerekend). Het spel kwam in de Verenigde Staten uit op 27 augustus 2007. In Europa werd het spel op 26 oktober 2007 geïntroduceerd. Nintendo lanceerde op 15 oktober 2007 een nieuw kanaal op alle Europese Wii's, via het Wii Shop Channel waarop filmpjes van het spel te zien waren.
Het verhaal speelt zich zes maanden na de gebeurtenissen uit Metroid Prime 2: Echoes af en volgt premiejager Samus Aran die de Galactic Federation assisteert in zijn strijd tegen de Space Pirates, terwijl haar lichaam langzaam wordt overgenomen door het gevaarlijke goedje Phazon. Het spel introduceert een nieuwe spelbesturing, aangezien het wordt bestuurd met de Wii remote en de Nunchuk.

## Gameplay
Metroid Prime 3: Corruption is een 3D first-person adventure spel. De speler bestuurt Samus door gebruik te maken van de Wii Remote en de Nunchuk. Met de Nunchuk controller laat de speler Samus rondlopen, vijanden en voorwerpen in het vizier nemen en scannen, in de Morph Ball veranderen en de verschillende Grapple mogelijkheden gebruiken. De Wii Remote laat de speler richten en wapens afvuren , tussen vizieren wisselen, de Hypermode ingaan, en het logboek, de plattegrond en het inventaris scherm openen.
In tegenstelling tot het verzamelen van krachten in de eerste twee Prime games, heeft Corruption een upgradesysteem wat meer te vergelijken is met Super Metroid of de Game Boy Advance Metroid spellen. Samus' armkanon, raketten en grijpsystemen bieden niet echt nieuwe opties. Samus heeft ook een nieuw Command Visor, waardoor ze haar ruimteschip op bepaalde plekken in het spel kan laten landen, objecten kan oppakken en bepaalde dingen kan vernietigen. Het X-Ray Visor uit Metroid Prime is ook in dit spel weer te vinden en kan gebruikt worden in combinatie met een nieuw schot waardoor door bepaalde muren kan worden geschoten. Spelers kunnen ook een variatie op de Screw Attack uit Metroid Prime 2: Echoes gebruiken.
Corruption introduceert ook diverse nieuwe speelmogelijkheden: Het Phazon Enhancement Device, of P.E.D., geeft Samus de mogelijkheid de Phazon energie te gebruiken om zo haar verdediging en aanvallen te versterken. De Wii Remote staat spelers toe vijanden in het vizier te nemen, om ze heen te lopen en tegelijkertijd ergens anders in het scherm te schieten. Spelers kunnen ook de Wii Remote naar boven bewegen terwijl ze in de Morph Ball mode zijn, om een sprongetje te maken. Ook is er een nieuw checkpoint systeem waardoor de speler de mogelijkheid heeft onmiddellijk op bepaalde plekken in het spel te verschijnen vanuit verschillende save stations.
Voordat het spel uitkwam, kondigde Nintendo aan dat Corruption geen multiplayer mode zou bevatten. Het spel introduceerde in plaats daarvan een systeem dat de speler beloonde met drie verschillende soorten tekens en "Friend Vouchers" voor het uitvoeren van bepaalde opdrachten. De vouchers kunnen naar vrienden worden gestuurd door gebruik te maken van de WiiConnect24 service; wanneer de speler vouchers ontvangt van andere spelers, kunnen ze worden omgezet in vriend-tekens. Alle vier verschillende tekens zijn nodig om bepaalde bonussen of ander materiaal te kunnen kopen. Een van deze bonussen staat spelers toe foto's (screenshots) te maken in het spel, die op het Wii Message Board kunnen worden geplaatst en naar vrienden kunnen worden gestuurd.

### Verhaal van het spel
Samus Aran is zes maanden na de gebeurtenissen uit Metroid Prime 2: Echoes op bezoek bij de Intergalactische Federatie. Hier ontmoet ze drie andere premiejagers: Rundas, Ghor en Gandrayda. Ze krijgen te horen dat een van de 'Aurora Units' (hoofdcomputers van de federatie) besmet is met het levensgevaarlijke virus Phazon. Vlak voordat ze naar de planeet Norion willen vertrekken, wordt de federatie aangevallen door de ruimtepiraten. Als de aanval deels is afgeweerd, vertrekken ze alsnog naar Norion. Daar komen ze erachter dat er naar die planeet een Phazon-komeet (een Leviathan) op weg is en om deze te stoppen moet er een laserkanon ingeschakeld worden. Net als ze die willen inschakelen, verschijnt Dark Samus. Die besproeit hen met Phazon. Terwijl de andere premiejagers flauwgevallen zijn, kan Samus net voordat ze zelf flauwvalt de laser aanzetten.
Drie weken later komt Samus bij. Ze krijgt te horen dat de andere premiejagers eerder bijgekomen waren en alle drie vertrokken waren naar een planeet waar zich een van de leviathan bevindt. Maar een week nadat ze vertrokken zijn ze allemaal op die planeten verdwenen.
Samus krijgt van de federatie een PED-suit waardoor ze de Phazon in haar lichaam onder controle kan houden en gebruiken. Ze gaat naar alle drie de planeten (Bryyo, Elysia en de thuiswereld van de piraten) en op elke planeet komt ze erachter dat de premiejagers allemaal bezweken zijn aan Phazon. Elke keer nadat ze een van hen verslagen heeft verschijnt er een geestelijke versie van Dark Samus die de laatste Phazon-energie uit ze zuigt, vlak voor ze sterven.
Samus vraagt de federatie om de thuiswereld van de piraten aan te vallen. nadat alle drie de planeten zijn bevrijd van hun leviathan wordt de planeet Phaaze ontdekt, de bron van al het phazon. Samus en de Galactic Frederation vallen de planeet aan, Samus landt en verkent de planeet. Als ze zelf van de planeet wil vertrekken, verschijnt Dark Samus nog een laatste keer. Ze bevechten elkaar en als Dark Samus verslagen lijkt, springt ze in de gestolen Aurora Unit (van een Galactic federation schip) en bevecht Samus alweer, maar wordt weer verslagen. Dan is Dark Samus geschiedenis.
De vloot van de federatie is ondertussen in hevig gevecht met de piraten verwikkeld. Als de federatie gewonnen heeft blazen ze de planeet op. Ze vertrekken via een wormgat. Als de hele vloot veilig geëvacueerd is, lijkt het eerst of er geen signaal is van Samus. Maar later vliegt ze vlak voor het hoofdschip van de federatie langs en meldt dat de missie voltooid is.

### Ontvangst
| Recensiescore       | Recensiescore |
| Recensieverzamelaar | Score         |
| ------------------- | ------------- |
| GameRankings        | 91            |
| Metacritic          | 91            |
| Publicist           | Score         |
| 1UP.com             | 9             |
| Game Informer       | 9,5           |
| GameSpot            | 8,5           |
| GameSpy             | 4,5/5         |
| IGN                 | 9,5           |
| Power Unlimited     | 9,5           |
| Tweakers            | 9             |
| GamePro             | 4,25/5        |
| GameTrailers        | 9,6           |
| Nintendo Power      | 10            |
| X-Play              | 4/5           |

Metroid Prime 3 heeft vele goede recensies gehad. Nintendo Power gaf Corruption een 10, waarmee dit spel het eerste spel is wat een perfecte score behaalde sinds de invoering hun nieuwe puntensysteem. IGN beloonde het spel met een 9.5/10. De bespreking vermeldde dat het spel grafisch prachtig was vormgegeven en misschien wel het prachtigste spel was voor de Wii. Ook prees het het spel omdat er vele stemmen waren ingesproken, in tegenstelling tot vele andere Nintendo spellen waar bijna geen stemmen in zitten. Ondanks dat ze het spel geen 10 gaven omdat het te veel op zijn voorgangers leek, gaf IGN wel toe dat dit het beste spel was in de Prime trilogie. Ze stelden zelfs dat het spel eigenlijk net zo'n hoge score had kunnen hebben als Metroid Prime, maar door eerder genoemde reden gebeurde dit niet.
Corruption scoorde een 9.6 in de Gametrailers.com videobeoordeling. Brandon Jones prees het gebruiksvriendelijke en de actie-volle aard van het spel in vergelijking met Metroid Prime en Echoes. De site prees ook de superieure bewegings-gevoelige besturing. Brandon Jones sprak zelfs uit: "After playing Metroid Prime 3 you'll never want to play a shooter with dual analog controls again, it's that good." Ook vonden ze dat die elementen Corruption "veel beter maakte dan de originele Metroid Prime".
1UP.com gaf het spel een 9. Uit de recensies was af te leiden dat de besturing erg goed was en dat de graphics "een van de beste tot nu toe" waren. Electronic Gaming Monthly gaf Corruption een Silver award met scores van 9.0, 8.5 en 8.5. De publicatie maakte van het spel de "Game of the Month" samen met FIFA 08 en The Legend of Zelda: Phantom Hourglass. GameSpot, dat het spel een 8.5 gaf, vond dat het spel leuke puzzels, eindbazen, mooie levels en een goede gameplay bevatte.
Ondanks dat het spel in Amerika uitkwam op 27 augustus, was Corruption nog wel het op vijf na best verkochte spel van die maand, doordat het spel 218.100 keer werd verkocht.

## Trivia
- Het spel is opgenomen in het boek 1001 Video Games You Must Play Before You Die van Tony Mott.